# Paleosepharia jsignata
Paleosepharia jsignata es una especie de insecto coleóptero de la familia Chrysomelidae.
Fue descrita científicamente en 1984 por Chen & Jiang.